# Třída Trafalgar (1887)
Třída Trafalgar byla třída věžových obrněných lodí britského královského námořnictva. Postaveny byly dvě jednotky této třídy. Ve službě byly od roku 1890. Jejich hlavní operační oblastí bylo Středomoří. Dosloužily jako strážní a pomocné lodě.

## Stavba
Oproti předcházející třídě Victoria měla plavidla zlepšené pancéřování. Ve své době to byly největší a nejlépe pancéřované obrněné lodě. Naopak kvůli nízkému volnému boku běžně pluly rychlostí pouze 13–14 uzlů.
Jednotky třídy Trafalgar:
| Jméno         | Loděnice            | Založení kýlu  | Spuštěna        | Vstup do služby   | Poznámka                                         |
| ------------- | ------------------- | -------------- | --------------- | ----------------- | ------------------------------------------------ |
| HMS Trafalgar | Portsmouth dockyard | 18. ledna 1886 | 20. září 1887   | březen 1890       | V letech 1907–1909 cvičná loď. Sešrotována 1911. |
| HMS Nile      | Pembroke dockyard   | 8. dubna 1886  | 27. března 1888 | 10. července 1891 | V letech 1898–1911 v rezervě. Sešrotována 1912.  |

## Konstrukce

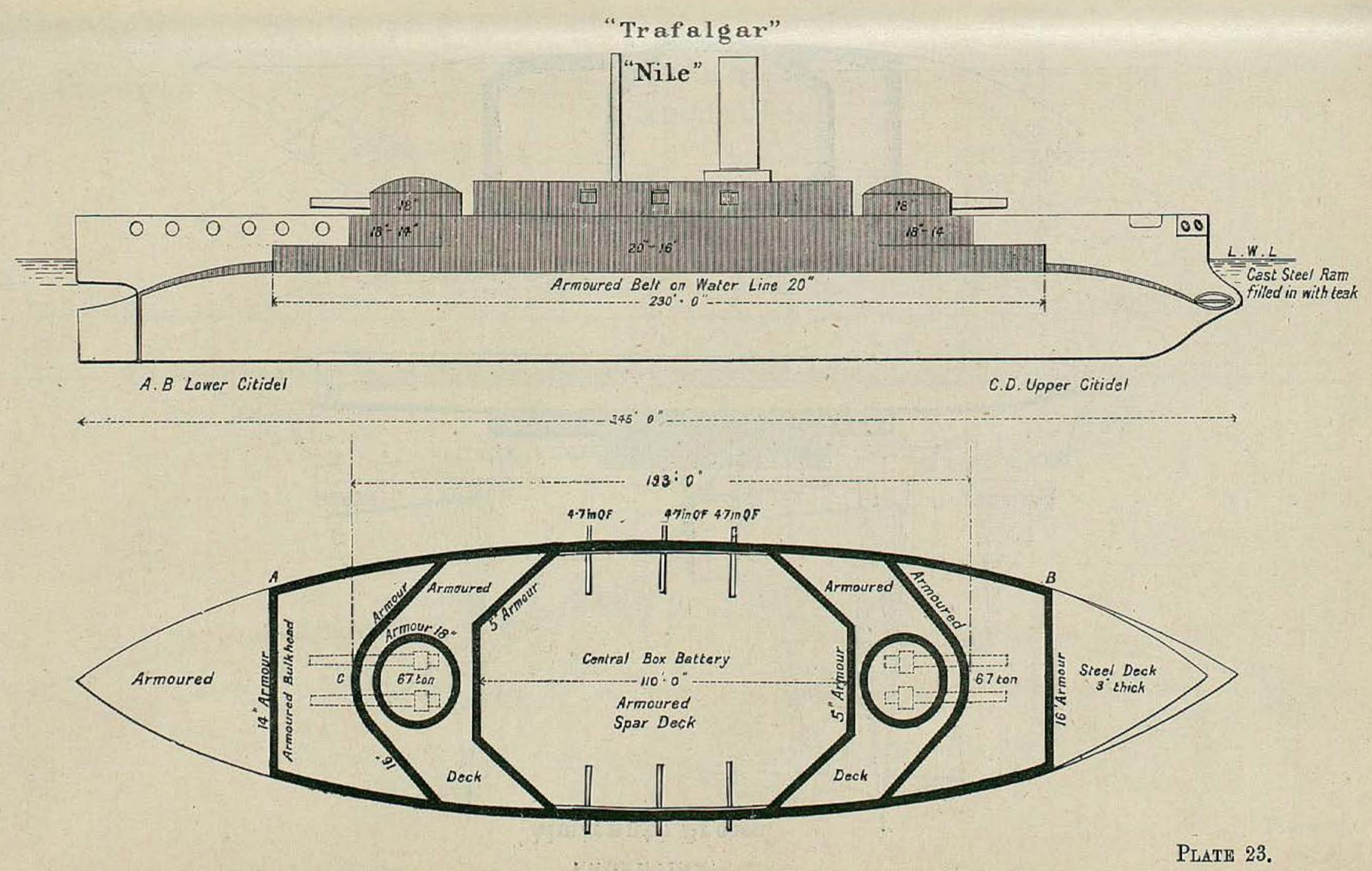
Základní uspořádání třídy

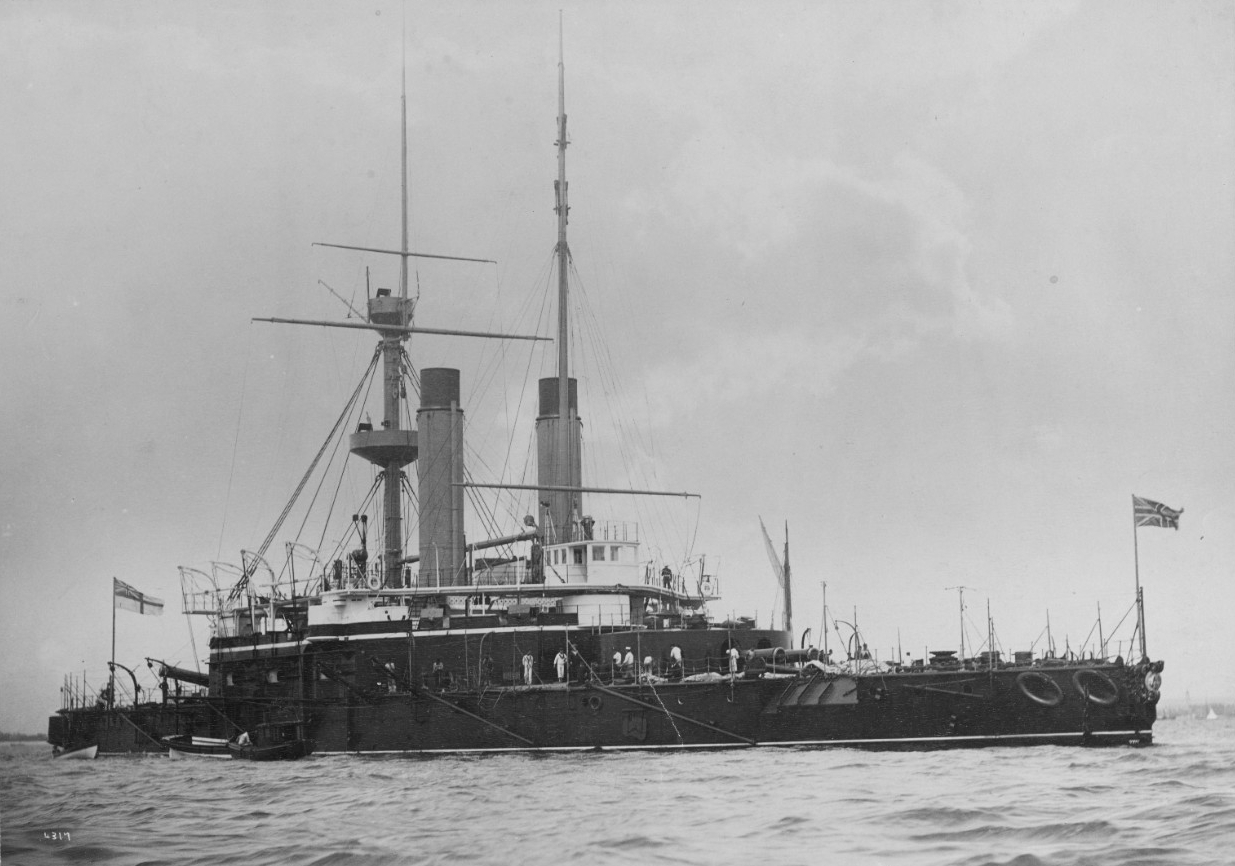
HMS Nile

Hlavní tvořily čtyři 343mm kanóny umístěné ve dvoudělových věžích. Doplňovalo je šest 120mm kanónů sekundární ráže v kasematách. Lehkou výzbroj představovalo osm 57mm kanónů, devět 47mm kanónů a čtyři 356mm torpédomety. Pohonný systém tvořilo šest kotlů a dva parní stroje s trojnásobnou expanzí o výkonu 7500 ihp, pohánějící dva lodní šrouby. Nejvyšší rychlost dosahovala 15 uzlů. Dosah byl 6500 námořních mil při rychlosti 10 uzlů.

## Služba
Obě plavidla sloužila do let 1897–1898 ve Středomoří. Následně se vrátily do domácích vod a byly využívány jako strážní lodě. Bitevní loď Nile byla v letech 1898–1911 v rezervě a roku 1912 byla prodána do šrotu. Její sesterská loď Trafalgar byla v letech 1907–1909 cvičnou lodí a roku 1911 byla prodána do šrotu.